# Microsoft Office Accounting
Microsoft Office Accounting（旧称Small Business Accounting）是微软开发的面向中小型企业客户的会计软件。最新版为Microsoft Office Accounting 2008，于2007年11月14日发布，面向对象为1到25人以上员工的小型企业。它直接与Intuit的QuickBooks竞争。
Microsoft Office Accounting Express 2008为其免费版，用于香港的一些中小型企业公司或家庭用户。如果需要来自eBay、PayPal、Equifax和ADP的第三方在线服务则需要另付费。Microsoft Office Accounting Professional 2008添加了更多的高级功能，于2007年11月发布。
2009年11月16日，微軟在其Office Online網站上發表了一則聲明，主要闡述了Microsoft Small Business Accounting將停止開發與配布，並且在該日期之前曾經購買／下載的使用者仍可依循Microsoft技術支援週期繼續在一定期間內獲得支援服務。無論是Professional版或Express版，主流支援服務皆到2014年1月14日終止，延伸支援服務則都到2019年12月8日終止。

## Microsoft Office Accounting Express
Microsoft Office Accounting Express是Microsoft Office Accounting的免费版本，通过Microsoft Office2007的个别版本发行，包括Office Professional 2007，Office Small Business Edition 2007以及Office Ultimate 2007。
微软现在通过免费光盘和网站下载的方式发行Accounting Express。